# Epidexipteryx
Genre
Espèce
Epidexipteryx est un genre éteint de petits dinosaures à plumes de la taille d'un pigeon. C'est un théropode paravien basal, de la famille des Scansoriopterygidae. Il est connu par un fossile découvert dans la formation de Daohugou (Jurassique moyen à supérieur, environ 165 millions d'années), dans la province de Liaoning en République populaire de Chine.
L'holotype de la seule espèce de ce genre, Epidexipteryx hui, est conservé par l'Institut de paléontologie des vertébrés et de paléoanthropologie de Pékin.

## Description

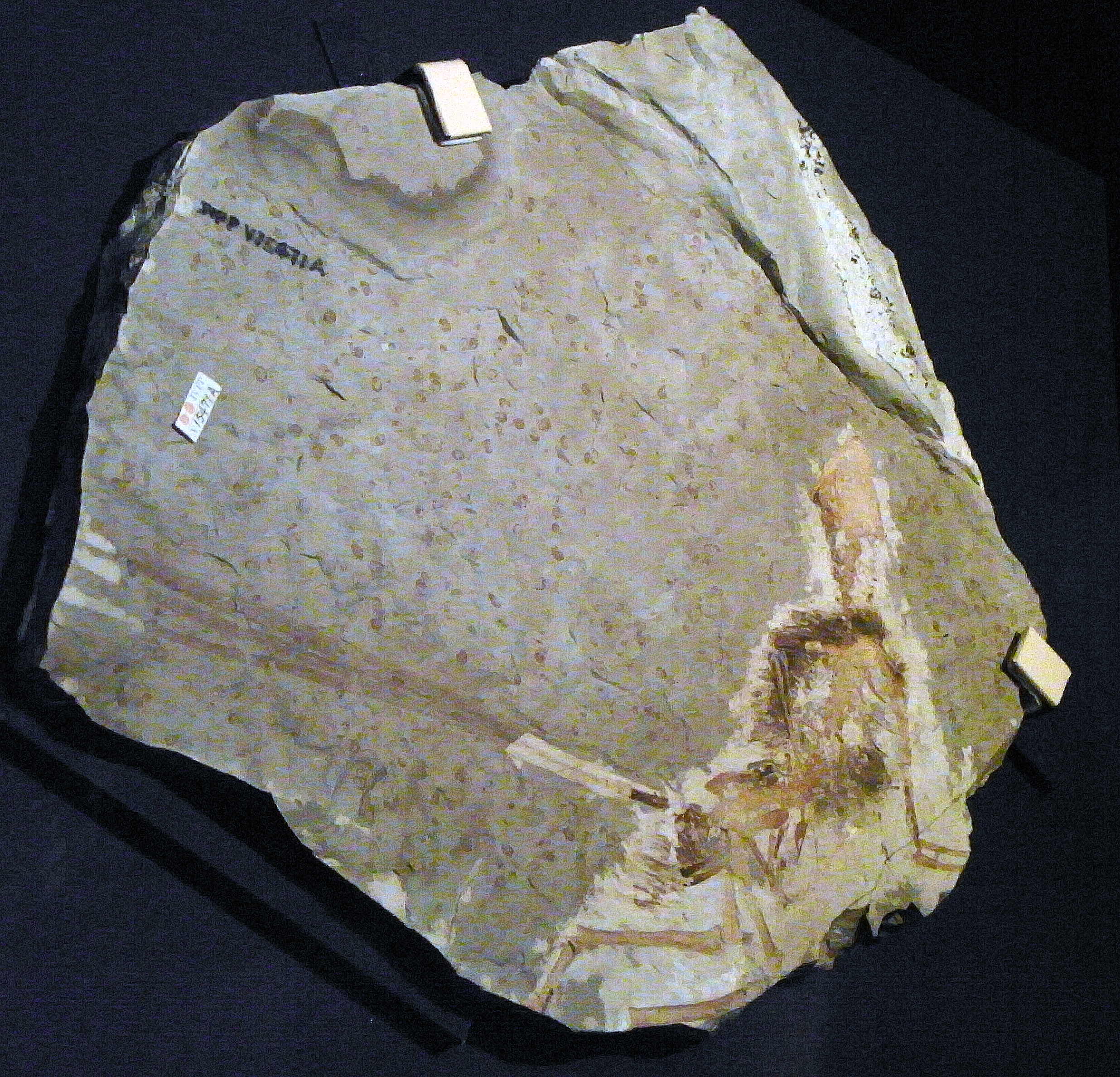
Holotype d’Epidexipteryx hui.

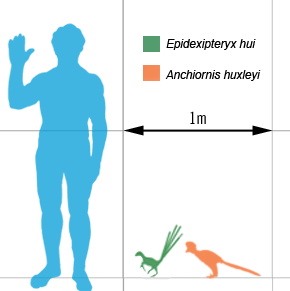
Taille comparée d'E. hui (en vert) et d'Anchiornis huxleyi (en orange) avec un humain.

### Plumes
Le spécimen type (IVPP V 15471) est un squelette partiel bien préservé de la taille d'un pigeon qui montre les empreintes de quatre longues plumes d'ornement au niveau de sa queue, composées d'un rachis central et de deux aubes. Toutefois, contrairement aux rectrices (les plumes de la queue) modernes, les aubes ne sont pas ramifiées en filaments individuels, mais constituées d'un seul ensemble en forme de ruban. Le spécimen présente également des plumes simples couvrant le corps, celles-ci étant composées de barbes parallèles comme celles des dinosaures à plumes les plus primitifs. Cependant, les plumes du corps d'Epidexipteryx sont uniques par le fait qu'elles semblent surgir d'une « structure membraneuse » située à leur base.

### Taille
En tout, le squelette retrouvé d’Epidexipteryx hui mesure 25 centimètres de long et le spécimen complet, en incluant les plumes incomplètes de la queue, atteint 44,5 cm. Les auteurs de la description estiment son poids à 164 grammes, ce qui est plus faible que la plupart des autres espèces primitives du clade des paraviens.

### Crâne
Le crâne d’Epidexipteryx possède un nombre de caractéristiques uniques, et présente des similitudes globales avec celui de Sapeornis, des oviraptorosaures et dans une moindre mesure, avec ceux des thérizinosauroïdes. Les dents sont uniquement implantées à l'avant de la mâchoire, et celles de devant sont longues et inclinées vers l'avant, une caractéristique seulement observée pour Masiakasaurus chez les autres théropodes. Le reste du squelette présente une similitude globale avec Scansoriopteryx, genre étroitement apparenté, notamment une configuration inhabituelle chez les autres dinosaures : le pubis est plus court que l'ischion et ce dernier a été élargi vers la pointe. La queue d’Epidexipteryx possède des vertèbres inhabituelles vers la pointe qui ressemble au pygostyle des oiseaux modernes et des oviraptorosaures.

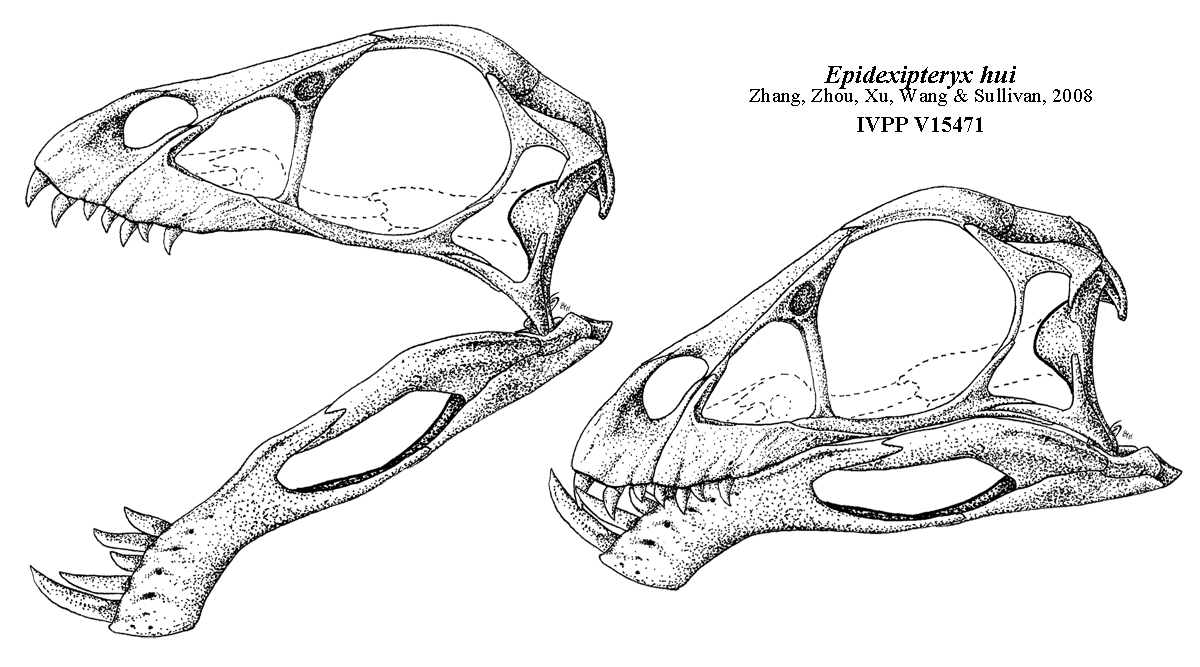
Reconstruction du crâne
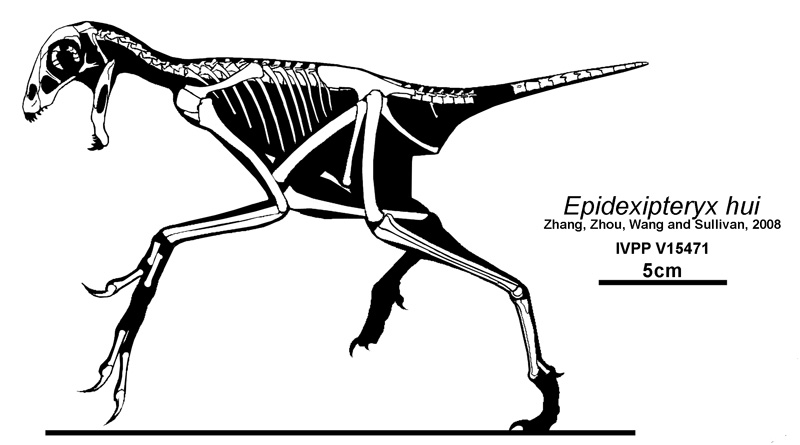
Reconstruction du squelette

## Paléobiologie
Epidexipteryx ne semble pas posséder de rémiges (les plumes des ailes), et ne pouvait probablement pas voler. Zhang et ses collègues suggèrent que si Epidexipteryx a évolué à partir d'ancêtres pouvant voler et a ensuite perdu ses ailes, cela peut indiquer que la présence des plumes ornementales de la queue pourrait avoir précédé le vol battu ou plané.
Cependant, en 2015, un nouveau scansorioptérygidé, Yi qi est décrit avec une membrane cutanée attachée aux doigts, à un os styliforme du poignet et à la partie supérieure du torse.
Par analogie, Epidexipteryx pourrait posséder ce type de membrane cutanée, favorisant, en plus des plumes de l'animal, le vol plané, comme l'avait suggéré le paléontologue italien Andrea Cau en 2012 avant la découverte de Yi qi.

## Classification
Les études phylogénétiques effectuées ont amené à considérer Epidexipteryx comme un proche parent des oiseaux, d'abord comme un membre du clade des Avialae,.
L’analyse d’Agnolin et Novas en 2011 a confirmé qu'il s'agit d'un scansorioptérygidé, mais avec une position phylogénétique différente de cette famille : les Scansoriopterygidae ont été placés en polytomie avec la famille des Alvarezsauridae et le groupe des Eumaniraptora (contenant les clades Avialae et Deinonychosauria). Turner, Makovicky et Norell ont inclus Epidexipteryx mais non Epidendrosaurus ninchenensis (Scansoriopteryx heilmanni) dans leur première analyse phylogénétique. En effet les auteurs craignaient qu'inclure cette dernière espèce dans l'analyse primaire serait problématique, car celle-ci n'est connue que par des spécimens juvéniles qui ne présentent pas nécessairement la morphologie complète des adultes, requise pour donner à un taxon une position phylogénétique précise. Epidexipteryx est considéré comme un membre basal des paraviens qui n'appartient pas au groupe Eumaniraptora. Une analyse exploratoire distincte incluant Epidendrosaurus (Scansoriopteryx) a positionné celui-ci comme membre de base des Avialae, les auteurs notant alors qu'il ne formait pas un clade avec Epidexipteryx, ce dernier restant à l'extérieur du groupe Eumaniraptora.
Cependant les analyses phylogénétiques postérieures, réalisées en particulier entre 2013 et 2017,,, placent toutes Scansoriopteryx en position basale parmi les paraviens, dans la petite famille des Scansoriopterygidae.